# Gmina związkowa Hunsrück-Mittelrhein
Gmina związkowa Hunsrück-Mittelrhein (niem. Verbandsgemeinde Hunsrück-Mittelrhein) – gmina związkowa w Niemczech, w kraju związkowym Nadrenia-Palatynat, w powiecie Rhein-Hunsrück. Siedziba gminy związkowej znajduje się w mieście Emmelshausen. Powstała 1 stycznia 2020 z połączenia gminy związkowej Emmelshausen z gminą związkową Sankt Goar-Oberwesel.

## Podział administracyjny
Gmina związkowa zrzesza 33 gminy, w tym trzy gminy miejskie (Stadt) oraz 30 gmin wiejskich (Gemeinde):
1. Badenhard
2. Beulich
3. Bickenbach
4. Birkheim
5. Damscheid
6. Dörth
7. Emmelshausen, miasto
8. Gondershausen
9. Halsenbach
10. Hausbay
11. Hungenroth
12. Karbach
13. Kratzenburg
14. Laudert
15. Leiningen
16. Lingerhahn
17. Maisborn
18. Mermuth
19. Morshausen
20. Mühlpfad
21. Ney
22. Niederburg
23. Niedert
24. Norath
25. Oberwesel, miasto
26. Perscheid
27. Pfalzfeld
28. Sankt Goar, miasto
29. Schwall
30. Thörlingen
31. Urbar
32. Utzenhain
33. Wiebelsheim